# Eremosybra
Eremosybra is een kevergeslacht uit de familie van de boktorren (Cerambycidae). De wetenschappelijke naam van het geslacht werd voor het eerst geldig gepubliceerd in 1942 door Breuning.

## Soorten
Eremosybra omvat de volgende soorten:
- Eremosybra albosignata Breuning, 1960
- Eremosybra flavolineata Breuning, 1942
- Eremosybra flavolineatoides Breuning, 1965